# Стокпорт
Стокпорт (енгл. Stockport) је град у Уједињеном Краљевству у Енглеској. Према процени из 2007. у граду је живело 140.282 становника.

## Становништво
Према процени, у граду је 2008. живело 140.282 становника.
| 1981.   | 1991.   | 2001.   |
| ------- | ------- | ------- |
| 135,489 | 132,813 | 136,082 |